# D-D-Don't Stop the Beat
D-D-Don't Stop the Beat foi lançado em 2003 pelo dueto pop dinamarquês Junior Senior, e foi o seu primeiro álbum a ser lançado internacionalmente. Ganhou muito destaque pelo single Move Your Feet, e nos Estados Unidos ganhou o selo Parental Advisory, porque continha material impróprio para menores.

## Histórico de Lançamento
Em um determinado momento, Move Your Feet foi a música mais tocada nas radios da Dinamarca e de mais treze países, incluindo Austrália e França. O EP Rhythm Bandits não foi tão bem sucedido, sumindo rapidamente das paradas do Reino Unido e da Austrália, e o terceiro single, Shake Your Coconuts foi trilha sonora do filme Looney Tunes: Back in Action e foi música de fundo no menu principal do jogo Worms 3D
D-D-Don't Stop the Beat foi escolhido como um dos melhores discos do ano pela Rolling Stone, NME, Entertainment Weekly e Blender. San Francisco's Sunday Chronicle escolheu Move Your Feet como o single do ano, definindo a mesma como a melhor canção de todas.

## Lista de Músicas
1. "Go Junior, Go Senior" – 2:56
2. "Rhythm Bandits" – 2:48
3. "Move Your Feet" – 3:01
4. "Chicks and Dicks" – 2:32
5. "Shake Your Coconuts" – 2:26
6. "Boy Meets Girl" – 3:46
7. "C'mon" – 3:11
8. "Good Girl, Bad Boy" – 2:37
9. "Shake Me, Baby"  – 3:38
10. "Dynamite" – 2:56
11. "White Trash" – 3:01
12. "(Shake Your) Coconuts (Movie Edit)" - 2:40
13. "Move Your Feet (Live)" - 4:04